# Mackenzie Brooke Smith

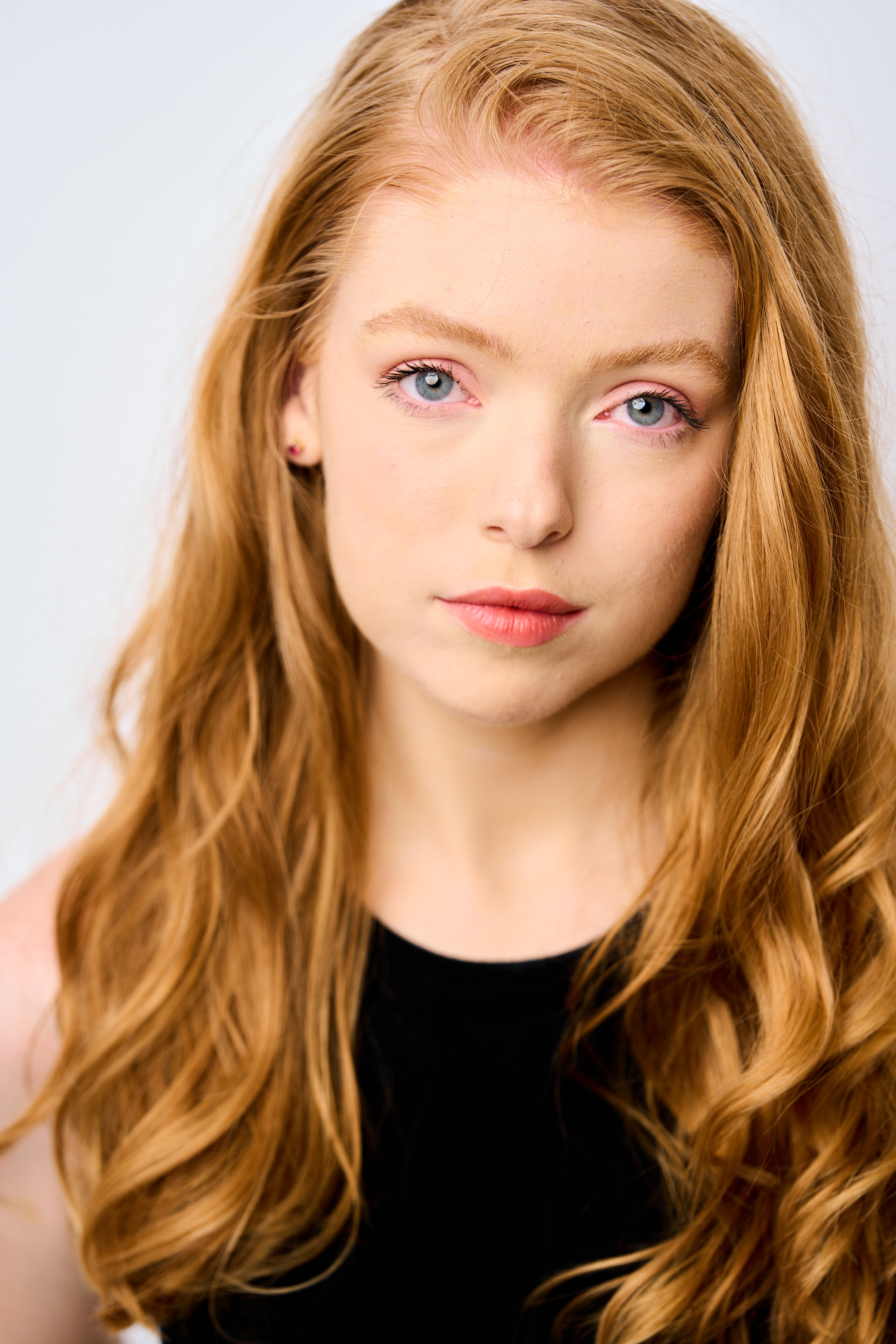
Mackenzie Brooke Smith, 2022

Mackenzie Brooke Smith (* 6. Februar 2001 in Florida) ist eine US-amerikanische Schauspielerin und frühere Kinderdarstellerin, die auch als Model in Print- oder Fernsehwerbungen eingesetzt wird. Sie erlangte vor allem durch die Rolle der Savannah Weaver, die sie von 2008 bis 2009 in sieben Episoden der zweiten Staffel von Terminator: The Sarah Connor Chronicles spielte, internationale Bekanntheit. Bei diversen Film- und Fernsehproduktionen wird sie auch nur unter ihrem Kurznamen Mackenzie Smith erwähnt.

## Leben und Karriere
Mackenzie Brooke Smith wurde am 6. Februar 2001 im US-Bundesstaat Florida geboren und wurde im Alter von vier Jahren für ihren ersten Auftritt in einem Werbespot in Texas gebucht. Als sie im Alter von fünf Jahren von Agenten Angebote aus New York City und Los Angeles bekam, entschloss sich ihre Familie mit ihr nach Kalifornien zu ziehen, wo Mackenzie Brooke laufend für diverse Engagements gebucht wurde. Nach dem Umzug nach Los Angeles im Jahr 2006 wurde sie hier nicht nur bei diversen Printmedien oder in Fernsehwerbungen eingesetzt, sondern erhielt bald darauf auch erste Einsätze in Filmen und Fernsehserien. So sah man sie erstmals 2007 an der Seite von Taryn Southern im Kurzfilm Hott 4 Hill, einem durch Youtube bekannt gewordenen Viral Video, das das Obama-Girl Amber Lee Ettinger parodieren soll. Noch im gleichen Jahr hatte sie einen Auftritt in Jon Turteltaubs Das Vermächtnis des geheimen Buches, wo sie in einer kleinen Rolle zu sehen war. In diesem Jahr war Smith eigentlich auch für die Rolle der jungen Hope Emrys in Jerry Alden Deals Spielfilmdebüt Dreams Awake vorgesehen; Smith lehnte dieses Angebot jedoch ab, da sie sich weigerte sich die Haar Braun färben zu lassen.
2008 hatte sie ihren ersten Auftritt in einer Fernsehserie, als man sie in einer Episode von Ehe ist… sah. Weitere Auftritte im Jahr 2008 waren im Kurzfilm Pubert, sowie im Kinofilm Mein Schatz, unsere Familie und ich mit Reese Witherspoon und Vince Vaughn. Des Weiteren wurde sie in diesem Jahr in den Cast der Serie Terminator: The Sarah Connor Chronicles geholt, wo sie fortan den Part der Savannah Weaver, Tochter von Catherine Weaver (gespielt von Shirley Manson), übernahm. In dieser Rolle war sie bis 2009 in insgesamt sieben verschiedenen Folgen der zweiten und damit letzten Staffel zu sehen und wurde bei der Vergabe der Young Artist Awards 2009 für einen Young Artist Award in der Kategorie „Beste wiederkehrende Schauspielerin in einer Fernsehserie“ nominiert, konnte sich in dieser Kategorie allerdings nicht gegen Erin Sanders, die den Preis für ihr Engagement in der Seifenoper Schatten der Leidenschaft erhielt, durchsetzen.
2009 vermehrten sich Smiths Einsätze, wobei sie in diesem Jahr mit The Passenger, Turn Around und Dinner in gleich drei verschiedenen Kurzfilmen mitwirkte. Zudem war sie auch in einer Episode von Pushing Daisies sowie in der Webserie Road to the Altar im Einsatz. Außerdem war sie 2009 erstmals in einer Folge von The Fresh Beat Band zu sehen, in der sie eine jüngere Version der Marina (Shayna Rose) spielte; 2011 schlüpfte sie für zwei Episoden ein weiteres Mal in diese Rolle. Ebenfalls 2009 schlüpfte sie in die Rolle der Rachel Miller, einer Freundin von Juanita Solis (Madison De La Garza), in Desperate Housewives. Nachdem sie 2010 ein weiteres Mal in dieser Rolle zu sehen war, nahm sie 2012 als zehnjährige Version von Bree Van de Kamp (Marcia Cross) ein drittes Mal an der vielfach ausgezeichneten Serie teil. Im Jahr 2010 folgten zudem Auftritte in jeweils einer Episode der nach sechs ausgestrahlten Folgen eingestellten Sitcom 100 Questions und der Fernsehserie Criminal Minds; weiters wurde sie als Gwen Anderson in Gabriel Cowans Horrorfilm Growth eingesetzt und hatte ihren ersten Auftritt als Megan in der US-Sitcom The Middle, in der sie in den beiden nachfolgenden Jahren jeweils ein weiteres Mal in Erscheinung trat.
Weitere größere Auftritte im Jahr 2011 waren unter anderem in der Rolle der Ava in God Bless America, als Pigtails in Kurt Kuennes Shuffle oder als Ella in Diane Namms Kurzfilm Finding Hope. In der deutschsprachigen Synchronfassung von God Bless America lieh ihr Amelie Dörr die deutsche Stimme. Auch in einer Folge der nur kurzlebigen CBS-Sitcom Mad Love wirkte Smith, die in ihrer Kindheit unter anderem Mitglied eines USAIGC-Gymnastikklubs war, im Jahr 2011 mit. Nach einem Gastauftritt als Rhoda Hellberg in der achten Episode der vierten Staffel der preisgekrönten US-Teen-Sitcom Victorious (2012), kam Mackenzie Brooke Smith im nachfolgenden Jahr 2013 zu einem Auftritt in Grave Secrets, der Pilotfolge der Horror-Fantasy-Serie Deadtime Stories. Weitere Engagements konnte Smith im Jahr 2014 in Riz Storys Musik-Drama A Winter Rose, in der Hauptrolle mit Kimberly Whalen, verzeichnen, wo sie eine jüngere Version der von Whalen dargestellten Winter Rose mimte. 2015 war sie, nach einem Auftritt in der Romanverfilmung The Family Fang, als sie eine jüngere Version der von Nicole Kidman gespielten Annie Fang darstellte, auch in der Hauptrolle der Theodora im gleichnamigen Kurzfilm zu sehen und übernahm zudem den wiederkehrenden Charakter der Martha St. Reynolds in der seit 2015 von Nickelodeon ausgestrahlten Serie 100 Dinge bis zur Highschool, in der sie in drei verschiedenen Episoden zum Einsatz kam.
Neben ihrer Laufbahn als Schauspielerin wurde sie bereits in diversen Werbeproduktionen von COX, AT&T, Anna’s Linens, QuikTrip, HomeGoods, INTUNIV®, McDonald’s/Littlest Pet Shop (zusammen mit Isabella Acres), Walmart, Old Navy, Capri-Sun, Toyota, Miracle-Gro, Monnalisa Chic oder Barilla, wo sie unter anderem einen Dialog auf Deutsch führte, sowie zahlreichen weiteren international bekannten Unternehmen und Marken im Einsatz. Während sie als Schauspielerin von Adam Griffin von KLWGN Entertainment, dem auch diverse andere bekannte Nachwuchsdarsteller angehören, vertreten wird, gehört sie im Theaterbereich zur Abrams Artists Agency. Im Werbebereich wird sie vom JLA Talent Agency vertreten, während im Modelbereich die Firma Zuri Model and Talent in North Hollywood in dieser Position tätig ist.

## Filmografie
Filmauftritte (auch Kurzauftritte)
- 2007: Hott 4 Hill (Kurzfilm)
- 2007: Das Vermächtnis des geheimen Buches (National Treasure: Book of Secrets)
- 2008: Pubert (Kurzfilm)
- 2008: Mein Schatz, unsere Familie und ich (Four Christmases)
- 2009: Road to the Altar
- 2009: The Passenger (Kurzfilm)
- 2009: Turn Around (Kurzfilm)
- 2009: Dinner (Kurzfilm)
- 2010: Growth
- 2011: God Bless America
- 2011: Shuffle
- 2011: Finding Hope (Kurzfilm)
- 2013: Grave Secrets
- 2014: A Winter Rose
- 2015: Die gesammelten Peinlichkeiten unserer Eltern in der Reihenfolge ihrer Erstaufführung (The Family Fang)
- 2015: Theodora (Kurzfilm)
- 2021: Phobias

Serienauftritte (auch Gast- und Kurzauftritte)
- 2008: Ehe ist… (’Til Death) (Episode 2x11)
- 2008–2009: Terminator: The Sarah Connor Chronicles (7 Episoden)
- 2009: Pushing Daisies (Episode 2x13)
- 2009: Road to the Altar (Webserie; unbekannte Anzahl an Episoden)
- 2009–2011: The Fresh Beat Band (3 Episoden)
- 2009–2012: Desperate Housewives (3 Episoden)
- 2010: 100 Questions (Episode 1x03)
- 2010: Criminal Minds (Episode 6x08)
- 2010–2016: The Middle (4 Episoden)
- 2011: Mad Love (Episode 1x03)
- 2012: Victorious (Episode 4x08)
- 2013: Deadtime Stories (Episode 1x01)
- 2015–2016: 100 Dinge bis zur Highschool (100 Things to Do Before High School, 3 Episoden)
- 2016: Supergirl (Fernsehserie, Episode 1x17)
- 2017: Grey’s Anatomy (Episode 15x16)

## Nominierung
- 2009: Young Artist Award in der Kategorie „Beste wiederkehrende Schauspielerin in einer Fernsehserie“[1]